# BAP Sánchez Carrión (CM-26)
El BAP Sánchez Carrión (CM-26) es una corbeta misilera que adquirió el Perú para su Marina de Guerra, en la década de los años 1970. Es una unidad del tipo Corbeta lanzamisiles. Es una de las seis corbetas lanzamisiles con que cuenta la Flota Naval del Pacífico de la Marina de Guerra del Perú.
Su construcción para la marina peruana, fue encargada a los astilleros de Divectran des Construictias et Armes Navales de Lorient, Francia y su alistaminento fue completado en el mismo astillero.
El pabellón peruano fue afirmado a bordo en este moderno buque de guerra y se le comisionó en la marina peruana el 26 de febrero de 1981, incorporándose inmediatamente a la escuadra peruana en el Mar de Grau.
Desplaza 560 toneladas y tiene una velocidad de 36 nudos. Su armamento consiste de artillería convencional y de misiles.

## Nombre
El nombre de esta unidad de la Marina de Guerra del Perú no es en honor del prócer de la independencia Faustino Sánchez Carrión sino en memoria del oficial naval que peleó en la guerra del Pacífico (1879-1883), capitán de navío Rafael Ramón Sánchez Carrión Álvarez, marino que nació en la ciudad de Lima en el año de 1849, y quién participó como dotación de la corbeta “Unión” en la doble ruptura del bloqueo naval del puerto de Arica en el año de 1879.
En el mes de julio de 1880, con el grado de teniente primero y estando al mando de la lancha “Aarón” tuvo el encargo de comandar las denominadas fuerzas sutiles que realizaron las operaciones de minado y torpedeo contra las unidades chilenas que habían establecido el bloqueo del Callao.
Después de la guerra, continuó prestando servicios en las distintas unidades navales tales como el “Vilcanota”, “Santa Rosa” y el crucero “Lima”.
Participó en la comisión que repatrió los restos del almirante Miguel Grau Seminario y de otros héroes en la guerra del Pacífico.
Ascendió al grado de capitán de navío en el año de 1911, falleciendo a la edad de 72 años.